# 燃烧

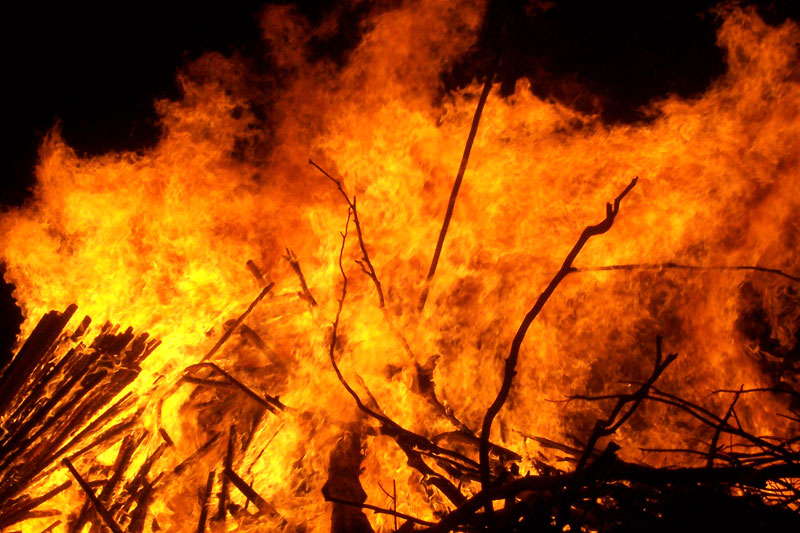
燃燒的木頭

燃燒（Combustion）是一個快速放熱過程，是可燃物與氧化劑相互做氧化还原的化學反應時，化學能快速釋放為熱能和辐射能的過程。由於化學能屬位能，而熱能和辐射能屬動能，宏觀而言燃燒是位能轉換為動能的過程。
傳熱的速度會造成燃燒定義的灰色地帶——鐵鏽因為有氧化作用可視作氧化不可視為燃燒；而僅傳熱而完全不氧化的電燈泡（電燈泡內無氧）則不是燃燒。
发光发热的氧化还原反应都可以属于广义上的燃烧。
燃燒需要三種要素並存才能發生，分別是可燃物如燃料、助燃物如氧氣、以及溫度要達到燃点。燃燒三要素並稱為火三角。助燃物是燃燒反應中的氧化劑，氧氣是燃燒反應中最常見的助燃物，但其他化合物也可能是助燃物，例如鎂帶可以在二氧化碳中燃燒，此時二氧化碳即為助燃物。
在一個完整的燃燒反應中，一物質和氧化劑（如氧氣、氟氣）反應，其生成物為燃料的各元素氧化反應後的產物。例如：
{\displaystyle {\ce {CH4 + 2O2 -> CO2 + 2H2O +}}}能量
{\displaystyle {\ce {CH2S + 6F2 -> CF4 + 2HF + SF6}}}
{\displaystyle {\ce {2H2 + O2 -> 2H2O +}}}能量
然而在真實情況下不可能達到完整的燃燒反應。當燃燒反應達到化學平衡時，會產生多種主要和次要產物；例如燃燒碳時會產生一氧化碳和煤煙。此外，在大氣中發生燃燒反應時，因為大氣中含有78%的氮氣的緣故，會產生各式各樣的氮氧化物和氮化物。

## 分類——按能量傳遞方式
燃燒過程所轉化的能量有兩大傳遞方式：

### 緩燃
緩燃（Deflagration）以傳熱方式、低於音速地燃燒，日常絕大部份火災皆屬緩燃，可以有但不必全有光（即火焰）、熱、煙。低於音速的爆炸亦屬緩燃。與另一大能量傳遞方式都有俗稱爆燃而彼此混淆。而悶燒（Smouldering）特指冒煙但沒光（即沒火焰）的火。

### 爆轟
爆轟（Detonation）以衝擊波方式、超音速燃燒。超音速的爆炸亦屬爆轟。與另一大能量傳遞方式都有俗稱爆燃而彼此混淆。

### 緩燃向爆轟轉捩
緩燃向爆轟轉捩（DDT，Deflagration to detonation transition）

## 分類——按化學反應是否完整

### 完全燃燒

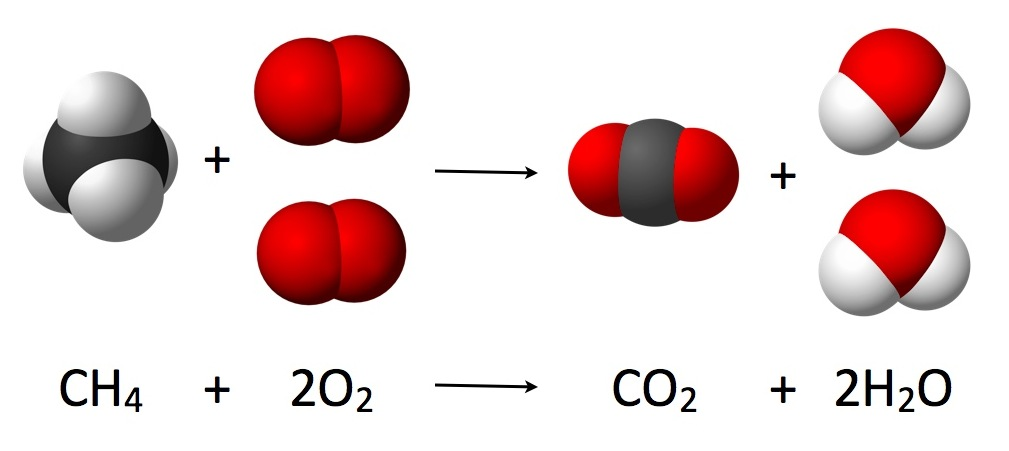
甲烷的燃燒

完全燃燒是指燃料和充量的助燃物完全進行燃燒反應。當碳氫化合物在氧氣中燃燒時，一般會產生二氧化碳和水。化學元素在燃燒時多半會生成氧化物﹐例如碳會變成二氧化碳﹐硫會變成二氧化硫﹐鐵會變成氧化鐵。若助燃物是氧氣時，氮一般是視為不會燃燒，但若助燃物是空氣時，會形成少量的氮氧化物（NO
x）。
燃燒後的產物不一定是氧化數最高的氧化數，而且形成的氧化數和溫度有關。例如將硫在空氣中燃燒，不容易形成三氧化硫。在溫度超過2,800 °F（1,540 °C）時，會開始產生NO
x，更高溫時的NO
x更多。NO
x的量也會隨氧过量的比例而變。

### 不完全燃燒
如氧氣不足（即不完全燃燒），則產生一氧化碳，足以在一至兩個小時導致一般住宅空間內人員昏迷。

## 本质

### 连锁反应理论
近代的连锁反应理论将燃烧解释为游离基的链式反应，在反应过程中发光、放热。这个理论将燃烧的链式反应分为三个阶段：“链引发”、“链传递”、“链终止”。
链引发阶段即产生游离基并形成反应链的阶段。产生游离基的方法有很多，包括但不限于点燃、光照、辐射、催化、加热。少数物质间会自发化合引发燃烧，如氟气和氢气在冷暗处就能剧烈燃烧引发爆炸。
链传递阶段，游离基反应的同时又产生更多的游离基，使燃烧持续甚至扩大。
链终止阶段，游离基失去能量或者所有物质反应尽，没有新游离基产生而使反应链断裂，反应结束。